# Jean-Frédéric Aufschlager
Jean-Frédéric Aufschlager, né le 3 décembre 1766 à Kuenheim, actuellement Kunheim (Andolsheim, Haut-Rhin) et mort le 8 novembre 1833 à Strasbourg, est un pédagogue et historien français.

## Œuvres
- L'Alsace : Nouvelle description historique et topographique des deux départements du Rhin,  J.-H. Heitz, Strasbourg, 1826, 3 volumes
- Les souvenirs d'un vieux professeur strasbourgeois (1766-1833) (publiés par Rodolphe Reuss), G. Fischbach, Strasbourg, 1893, 72 p.

## Hommages
Une rue de Strasbourg, dans le quartier de la Meinau, porte son nom.